# Zagrepčanka
Zagrepčanka je stolpnica v Zagrebu na Hrvaškem. Naslov je Savska cesta, 41, na križišču Savske ceste in avenije Vukovar. Zgrajena in odprta je bila leta 1976. 